# Liste von Trägern der Verdienstmedaille des Bundesverdienstkreuzes
In dieser Liste sind Träger des Verdienstordens der Bundesrepublik Deutschland in der Stufe Verdienstmedaille mit kurzen Angaben zur Person aufgeführt. 
Hinweis: Aufgrund der hohen Zahl der Träger ist eine vollständige Auflistung der Träger nicht angestrebt.
- Georg Arfmann, Bildhauer (1984)
- Jeanette Biedermann, Schauspielerin (2011)
- Martin Blankemeyer, Filmemacher (2019)
- Dominik Bloh, Sozialaktivist (2022)
- Wolf Böhringer, Schachspieler und Problemkomponist (2004)
- Hansjörg Bräumer, Theologe, Pastor und Autor (2004)
- Nils Brennecke, Moderator, Journalist und Museumsgründer (2025)
- Marianne Buggenhagen, Behindertensportlerin (2010)
- Fritz Bultmann, Chorleiter und Komponist (2011)
- Ali Can, Sozialaktivist (2022)
- Safter Çinar, Migrationsbeauftragter des Deutschen Gewerkschaftsbundes (2005)
- Gisela Deckert, Biologin, Naturschützerin (2010)
- Natalie Dedreux, Journalistin, Bloggerin und Inklusionsaktivistin (2024)
- Hatune Dogan, Klosterschwester und Leiterin der Hilfsorganisation „Helfende Hände“ (2010)
- Jürgen Domian, Journalist und Moderator der Telefon-Talk-Sendung Domian (2003)
- Fritz Drechsler, Jockey (1990)
- Nazan Eckes, Fernsehmoderatorin (2017)
- Matthias Ettrich, Informatiker (2009)
- Aloys Felke, Unternehmer und Politiker (1995)
- Franz Felke, Unternehmer (1971)
- Karl-Rudolf Fischer, Autor und Politiker (2018)
- Edith Franke, Politikerin und Tafelgründerin (2005)
- Agnes Giesbrecht, Schriftstellerin (2009)
- Klaus Rainer Goll, Lyriker (2010)
- Rolf Görner, Heimatkundler (2007)
- Saliou Gueye, deutsch-senegalesischer Migrations- und Entwicklungspolitiker (2014)
- Klaus Gundelach, Redakteur, Verlagsdirektor und Naturschützer
- Renate Gröpel, Politikerin (2007)
- Heiner Grub, Förster und Politiker (SPD) (2019)
- Judith Grümmer, Journalistin (2024)
- Cosma Shiva Hagen, Schauspielerin (2015)
- Roman Haller, Unternehmer und Autor (2004)
- Eberhard von Hagen, Biologe (2021)
- Wolke Hegenbarth, Schauspielerin (2011)
- Uda Heller, Politikerin (2010)
- Dietmar Helm, Wasserballspieler, Sportfunktionär und Sozialarbeiter (2009)
- Ulf von Hielmcrone, Jurist, Autor und Politiker (2007)
- Josef Hißmann, Autor (1982)
- Derviş Hızarcı, Antidiskriminierungsbeauftragter (2021)
- Hans Höffmann, Reiseveranstalter (2025)
- Michael Hull, Tänzer und Tanzlehrer (2013)
- Werner Jacob, Organist und Komponist (1992)
- Peter Jüngling, Polizeibeamter, Heimatforscher und LGBT-Aktivist (2015)
- Emina Čabaravdić-Kamber, bosnische Journalistin und Künstlerin (1996)
- Monika Kampmann, Liedermacherin (2004)
- Hannah Kiesbye, Erfinderin des Schwer-in-Ordnung-Ausweises (2020)
- André Knöfel, Amateurastronom (2004)
- Wolfgang Köppe, Künstler (2005)
- Fadumo Korn, Frauenaktivistin (2011)
- Burkhard Kreuter, Geodät (2007)
- Heinz Kubasch, Museologe und Autor (1995)
- Hans-Jürgen Kütbach, Bürgermeister (1999)
- Klaus Kuhlen, Offizier der Bundeswehr (1981)
- Dittmar Lauer, Architekt und Heimatforscher (1992)
- Josef Lidl, Grafiker, Autor, Musiker und Heimatkundler (1975)
- Gerhard Losemann, Künstler und Kunstsammler (2004)
- Lisi Maier, Jugendfunktionärin (2022)
- Hans-Peter Müller, Musiker (2009)
- Ariane Müller-Ressing, Volkswirtin und Akteurin in der Flüchtlingsarbeit (2018)
- Barbara Obermüller, Autorin, Feministin und Politikerin
- Heinrich Ostrop, Politiker (1984)
- Horst F. Pampel, Heimatforscher (2001)
- Jana Pavlik, Politikerin (2008)
- Frauke Petry, Unternehmerin und Politikerin (2012)
- Albert Plohnke, Betriebsleiter (2001)
- Helmut Plüschau, Politiker (2007)
- Shary Reeves, Schauspielerin, Moderatorin und Produzentin (2016)
- Georg Ried, Moderator (2018)
- Gisela Rockola, Ehrenamtlerin (2012)
- Erna Roder, Malerin (2007)
- Birgit Schrowange, Moderatorin (2008)
- Martin Schwab, Volksmusikant (1984)
- Heinrich Seißler, Lehrer und Politiker (1986)
- Albert Siebenmorgen, Fotograf, Maler, Heimatforscher und Lehrer (1976)
- Friederike Sittler, Journalistin und Theologin (2009)
- Eduard Stapel, Bürgerrechtler (1996)
- Max Strohe, Gastronom (2021)
- Neven Subotić, Fußballspieler (2022)
- Jolanta Sutowicz, polnische Schauspielerin und Festivalleiterin (2004)
- Michael von der Tann, Verbandsfunktionär (2012)
- Michael Trein, Funktionär der Landsmannschaft der Siebenbürger Sachsen (2000)
- Erna de Vries, KZ-Überlebende (2006)
- Josef Wißkirchen, Heimatforscher und Autor (2011)
- Karin Wolff, Übersetzerin (1997)
- Martin C. Wolff, Philosoph (2025)
- Stefanie Zweig, Schriftstellerin (1993)